# Rauno Ronkainen

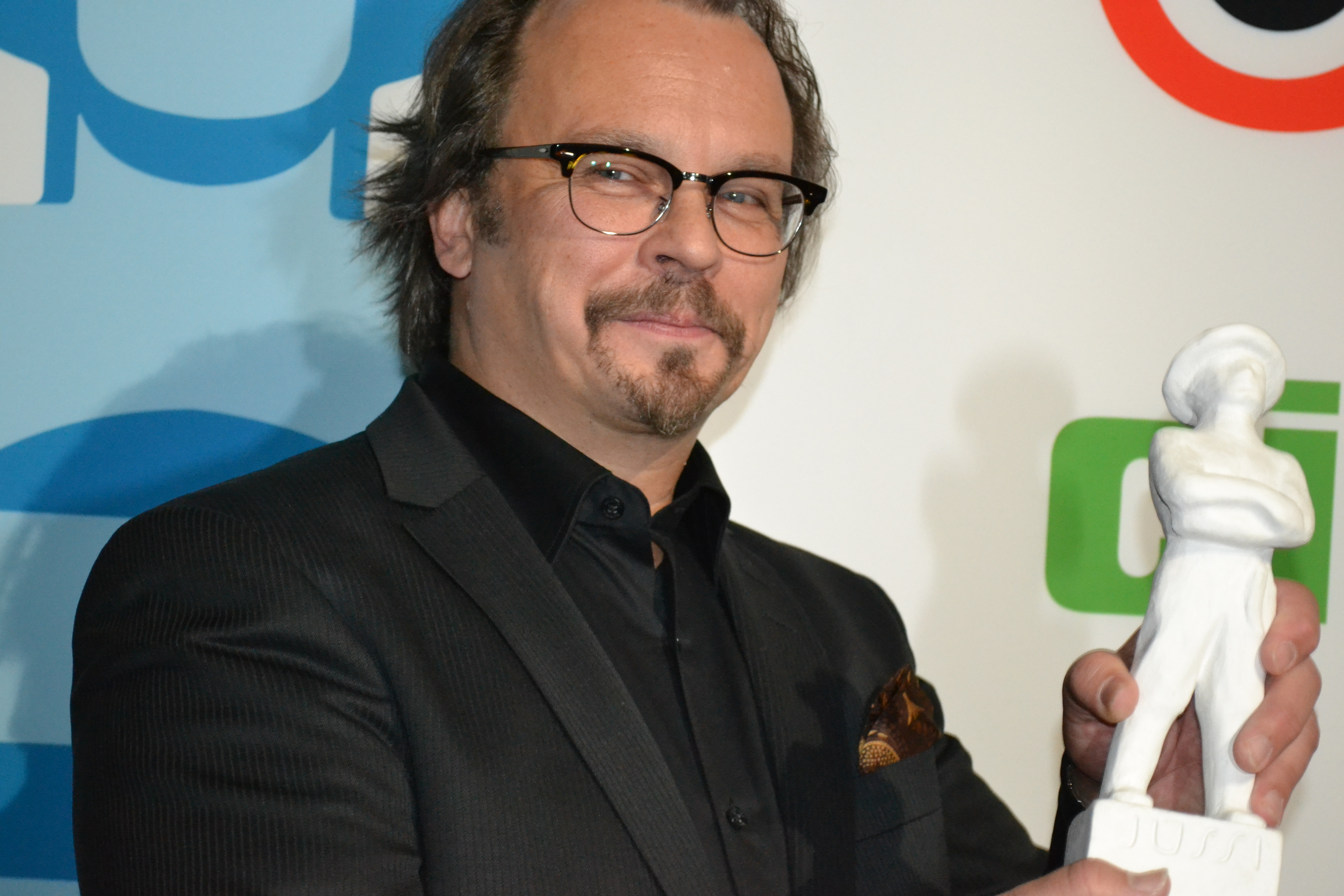
Rauno Ronkainen, 2013

Rauno Ronkainen (* 4. August 1964) ist ein finnischer Kameramann.

## Karriere
Ronkainen studierte an der Aalto-Universität, wo er aktuell auch als Hochschullehrer lehrt.
Ab Mitte der 1990er Jahre drehte Ronkainen als Kameramann mehrere Kurz- und Dokumentarfilme. Mit dem von Aku Louhimies inszenierten Drama Eisiges Land debütierte er 2005 als hauptverantwortlicher Kameramann für einen Langspielfilm. Bisher wurde er sechs Mal für den finnischen Filmpreis Jussi nominiert, wobei er jeweils für seine Kameraarbeiten an Die Unbeugsame, Fegefeuer und Ikitie ausgezeichnet wurde. Für Kätilö und Helene wurde er jeweils für den polnischen Kamerapreis Camerimage nominiert.
Ronkainen ist mit der Regisseurin Maarit Lalli verheiratet.

## Filmografie (Auswahl)
- 2005: Eisiges Land (Paha maa)
- 2008: Die Unbeugsame (Käsky)
- 2010: Priest of Evil (Harjunpää ja pahan pappi)
- 2012: Fegefeuer (Puhdistus)
- 2013: In aller Liebe (Kaikella rakkaudella)
- 2015: Kätilö
- 2017: Ikitie
- 2020: Helene
- 2024: Stormskärs Maja